# Tony Hawk's American Wasteland (colonna sonora)
Tony Hawk's American Wasteland contiene tracce, colonne sonora del gioco, provenienti da vari artisti punk, che hanno fatto le cover degli artisti hardcore originali delle canzoni.

## Tracce
1. Institutionalized (song)|Institutionalized - Senses Fail - 3:48
2. Milo Goes to College|Suburban Home/Fat EP|I Like Food - Taking Back Sunday - 1:56
3. Astro Zombies - My Chemical Romance - 2:12
4. Search and Destroy (song)|Search And Destroy - Emanuel - 3:22
5. Sonic Reducer - Saves The Day - 3:02
6. Who Is Who - Dropkick Murphys - 1:21
7. Seeing Red/Screaming At A Wall - Thrice - 2:32
8. House Of Suffering - The Bled - 2:23
9. Time To Escape - Hot Snakes - 1:46
10. Start Today - Fall Out Boy - 2:02
11. Wash Away - Alkaline Trio - 3:27
12. Ever Fallen in Love (With Someone You Shouldn't've) - Thursday - 2:52
13. Let's Have A War - From Autumn To Ashes - 2:48
14. Fix Me - Rise Against - 0:54

## Artisti Originali
1. Suicidal Tendencies
2. Descendents
3. The Misfits
4. The Stooges
5. The Dead Boys
6. The Adolescents
7. Minor Threat
8. Bad Brains
9. Government Issue
10. Gorilla Biscuits
11. TSOL
12. The Buzzcocks
13. Fear
14. Black Flag